# Pouilley-les-Vignes
Pouilley-les-Vignes är en kommun i departementet Doubs i regionen Bourgogne-Franche-Comté i östra Frankrike. Kommunen ligger i kantonen Audeux som tillhör arrondissementet Besançon. År 2022 hade Pouilley-les-Vignes 2 162 invånare.

## Befolkningsutveckling
Antalet invånare i kommunen Pouilley-les-Vignes
Referens:INSEE